# Bonneviella grandis
Bonneviella grandis är en nässeldjursart som först beskrevs av George James Allman 1876.  Bonneviella grandis ingår i släktet Bonneviella och familjen Bonneviellidae. Inga underarter finns listade i Catalogue of Life.